# Cañardo
Cañardo (aragonesisch Canyardo) ist ein spanischer Ort in der Provinz Huesca der Autonomen Gemeinschaft Aragonien. Cañardo, im Pyrenäenvorland liegend, gehört zur Gemeinde Sabiñánigo. Der Ort hat seit Jahren keine Einwohner.
Der Ort liegt etwa 37 Straßenkilometer südöstlich von Sabiñánigo und ist über die A1604 zu erreichen.

## Geschichte
Cañardo wurde erstmals im Jahr 1091 genannt.